# A-135
A-135 är beteckningen på det ryska antirobotsystem som omger den ryska huvudstaden Moskva. Systemet togs i drift 1995 och består av kraftiga radarstationer med tillhörande kort- och långdistans-luftvärnsrobotar. Föregångaren kallades A-35, och det uppfördes under det tidiga 1970-talet i det dåvarande Sovjetunionen. Systemet är i dagsläget i drift, men vissa delar är inaktiverade av ekonomiska skäl.

## Don-2N Radar

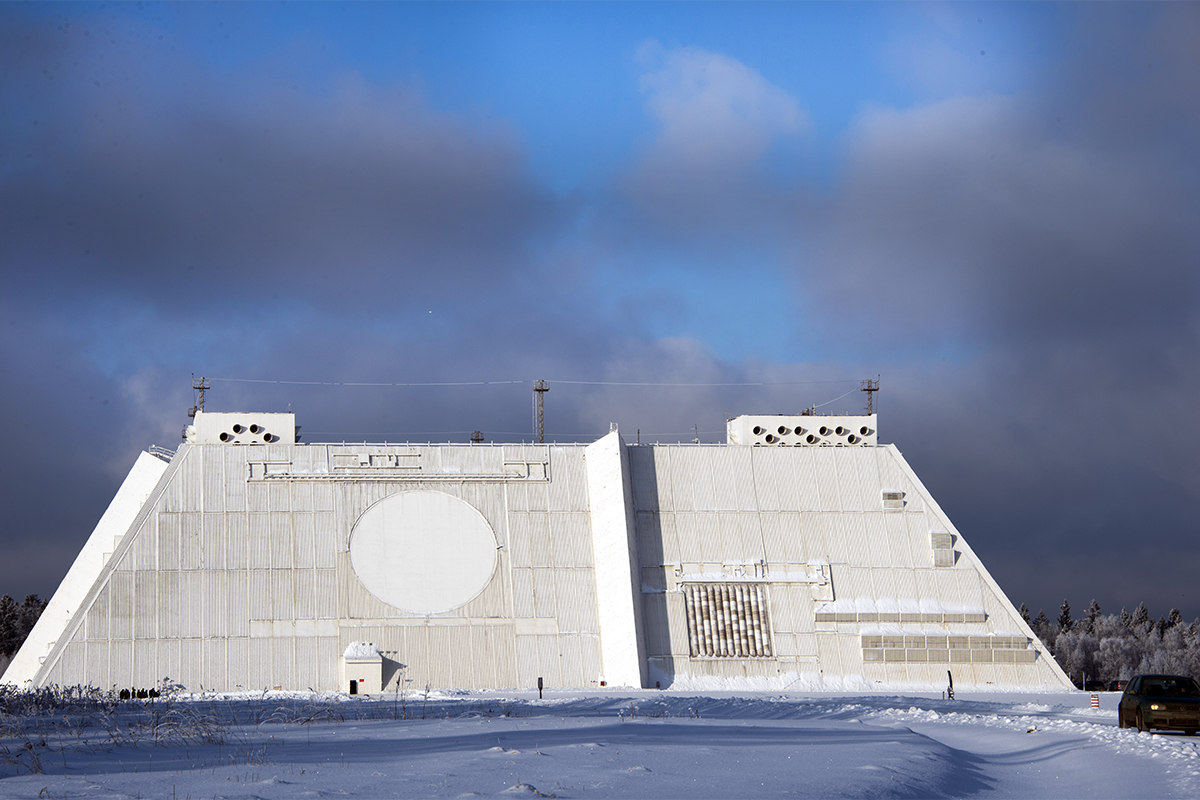
Don-2N radar utanför Moskva

Systemets eldledningsradar Don-2N är placerad utanför Pusjkino, (56°10′23.81″N 37°46′11.87″Ö / 56.1732806°N 37.7699639°Ö). Den består av en bunker i form av en stympad pyramid, 33 meter hög med en sidolängd i botten på 130 meter och 90 meter i toppen. På vardera av de fyra sidorna är cirkulära fasstyrda antenner med 18 meters diameter placerade. Radarn kan följa stridsspetsar på 3700 kilometers avstånd.

## Robotar
Systemet förlitade sig från början på två försvarslinjer, den första var långdistansroboten 51T6 som skulle möta stridsspetsar utanför atmosfären och den andra var kortdistansroboten 53T6. Båda robotarna använde samma kärnstridsspets på 10 kt för att slå ut inkommande stridsspetsar.

### 51T6

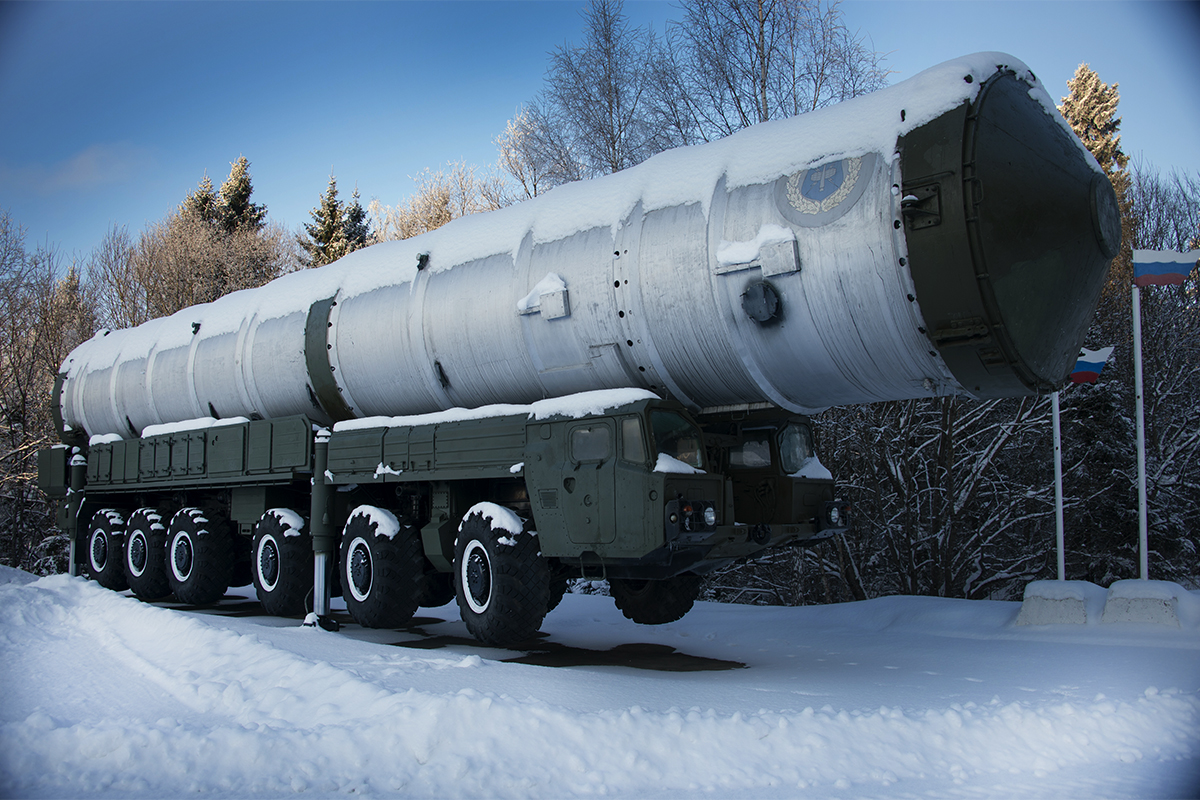
Transportkapsel för roboten 51T6 på transportfordonet MAZ-547

Långdistansroboten 51T6 (NATO-rapporteringsnamn ABM-4 Gorgon) skulle möta inkommande stridsspetsar utanför atmosfären. Roboten hade med sina två steg en startvikt på 33 ton och skulle möta målen på en höjd på upp till 670 kilometer. Roboten transporterades i en transportkapsel som även sänktes ner i silon för att fungera som en avfyrningskapsel. Totalt 16 robotar fanns i beredskap i silosar, med 8 utanför Naro-Fominsk och 8 i Vladimir oblast. Robotarna togs ur bruk 2006 efter att robotarna hade uppnått sin tekniska livslängd.

### 53T6
Kortdistansroboten 53T6 (NATO-rapporteringsnamn ABM-3 Gazelle) skulle möta inkommande stridsspetsar innanför atmosfären. Roboten hade med sina två steg en startvikt på 10 ton och skulle möta målen på en höjd på upp till 100 kilometer. Roboten transporterades i en transportkapsel som även sänktes ner i silon för att fungera som en avfyrningskapsel. Totalt 68 robotar finns i beredskap vid totalt fem batterier runt Moskva.

## Batterier
| Plats             | Koordinat                                               | Robottyp | Antal  |
| Aktiva            | Aktiva                                                  | Aktiva   | Aktiva |
| ----------------- | ------------------------------------------------------- | -------- | ------ |
| Sofrino           | 56°10′51.97″N 37°47′16.81″Ö / 56.1811028°N 37.7880028°Ö | 53T6     | 12     |
| Lytkarino         | 55°34′39.04″N 37°46′17.67″Ö / 55.5775111°N 37.7715750°Ö | 53T6     | 16     |
| Korolev           | 55°52′41.09″N 37°53′36.50″Ö / 55.8780806°N 37.8934722°Ö | 53T6     | 12     |
| Skhodnya          | 55°54′04.11″N 37°18′28.30″Ö / 55.9011417°N 37.3078611°Ö | 53T6     | 16     |
| Vnukovo           | 55°37′32.45″N 37°23′22.41″Ö / 55.6256806°N 37.3895583°Ö | 53T6     | 12     |
| Inaktiva          |                                                         |          |        |
| Sergiyev Posad-15 | 56°14′33.01″N 38°34′27.29″Ö / 56.2425028°N 38.5742472°Ö | 51T6     | 8      |
| Naro-Fominsk-10   | 55°21′01.16″N 36°28′59.60″Ö / 55.3503222°N 36.4832222°Ö | 51T6     | 8      |